# آخر الرجال (مسلسل)
آخر الرجال أو Last Man Standing هو مسلسل أمريكي كوميدي من بطولة تيم ألين ونانسي ترافيس ويعرض حالياً على هيئة الإذاعة الأمريكية. تم عرض أول حلقة من المسلسل في 11 أكتوبر 2011. يعتبر هذا المسلسل ثاني مسلسل كوميدي يقوم تيم ألين ببطولته لصالح هيئة الإذاعة الأمريكية بعد مسلسل تحسين المنزل.

## مقدمة
يتابع المسلسل أحداث حياة شخصية مايك باكستر وهو مدير تسويق في متجر لبيع أدوات الرياضات البرية في مدينة دنفر الأمريكية. تسيطر النساء على عالم مايك باكستر خصوصاً في المنزل حيث يسكن مع زوجته وبناته الثلاث وأحداهن عندها أبن.

## الشخصيات الأساسية
تيم ألين بدور مايك باكستر وهو الشخصية الرئيسية في المسلسل. مايك لديه ثلاث بنات وهو مدير التسويق في سلسلة «أوتدور مان» للمعدات الرياضية. وهو يدعم العادات والتقاليد القديمة بحماس ويتبع المحافظين سياسياً. لأنه يعتبر نفسه رجلاً شديداً فأنه يكره الموظف الحساس (كايل) في أوتدور مان وكذلك يكره رايان، الأب الليبرالي لحفيد مايك. مايك خريج من جامعة ميشيغان.
بدأ الموسم الأول في 11 أكتوبر 2011 وحتى الوقت الحالي لم يتم طرح أي موسم على أقراص مضغوطة.
| الموسم | الموسم | عدد الحلقات | العرض الأول    | العرض الأول  | تاريخ إطلاق دي في دي | تاريخ إطلاق دي في دي | تاريخ إطلاق دي في دي |
| الموسم | الموسم | عدد الحلقات | افتتاح الموسم  | ختام الموسم  | المنطقة 1            | المنطقة 2            | المنطقة 4            |
| ------ | ------ | ----------- | -------------- | ------------ | -------------------- | -------------------- | -------------------- |
|        | 1      | 24          | 11 أكتوبر 2011 | 8 مايو 2012  | —                    | —                    | —                    |
|        | 2      | 18          | 2 نوفمبر 2012  | 22 مارس 2013 | —                    | —                    | —                    |
|        | 3      | —           | 20 سبتمبر 2013 | TBA          | —                    | —                    | —                    |

## الموسم الثالث
في 10 مايو 2013 تم تجديد المسلسل لموسم ثالث، تم افتتاحه في 20 سبتمبر 2013.

## روابط خارجية
- آخر الرجال على موقع IMDb (الإنجليزية)
- آخر الرجال على موقع ميتاكريتيك (الإنجليزية)
- آخر الرجال على موقع روتن توميتوز (الإنجليزية)
- آخر الرجال على موقع نتفليكس (الإنجليزية)
- آخر الرجال على موقع فيلمافينيتي (الإسبانية)
- آخر الرجال على موقع كينوبويسك (الروسية)
- آخر الرجال على موقع ألو سيني (الفرنسية)
- آخر الرجال على موقع قاعدة بيانات الفيلم (الإنجليزية)